# Chiesa di San Pio da Pietrelcina
La chiesa di San Pio da Pietrelcina è un luogo di culto cattolico del comprensorio di Giardino di Roma, frazione di Roma, situato in località Malafede, in via Paolo Stoppa, 10.

## Storia
È stata costruita tra il 2007 (la prima pietra è stata posta il 16 dicembre) ed il 2010, su progetto di SAA&A (Studio di Architettura Anselmi & Associati: architetti Alessandro Anselmi, Valentino Anselmi e Valerio Palmieri), che vinse il concorso indetto nel 2005 dal Vicariato di Roma. La chiesa è stata solennemente inaugurata dal cardinale vicario Agostino Vallini il 23 ottobre 2010 ed è dedicata a padre Pio da Pietrelcina, canonizzato da papa Giovanni Paolo II il 16 giugno 2002.
La chiesa è sede parrocchiale, eretta ufficialmente il 1º ottobre 2000 con decreto del cardinale vicario Camillo Ruini e affidata al clero diocesano di Roma.
Nel 2017 vengono effettuate le riprese del film Brutti e cattivi di Cosimo Gomez

## Descrizione

### Il complesso edilizio
Architettonicamente, la chiesa di San Pio da Pietrelcina è inserita in un complesso edilizio a servizio della parrocchia omonima che, pur non tenendo conto a livello progettuale delle "anonime" palazzine residenziali del quartiere, tuttavia riesce ad integrarsi con perizia nel contesto urbano esistente. In tale prospettiva l'ingresso all'edificio di culto è preceduto da un ampio piazzale irregolare e verde di 900 metri quadrati, che funge allo stesso tempo come sagrato della chiesa e come piazza del quartiere, sul cui lato occidentale sono allineati i diversi locali funzionali del centro parrocchiale: uffici, canonica, sacrestia, grande salone polivalente e vari ambienti per riunioni o altre attività pastorali.

### L'esterno
Nel contempo, il contrasto giocato fra lo stile "ordinario" e ordinato dei fabbricati circostanti e la "scomposta" ma compatta complessità monumentale del manufatto religioso ne valorizza anche esteriormente la spiccata identità sacrale; così il "Dio uno e trino" è riecheggiato nella facciata caratterizzata dalla trinità delle arcate portanti ed eccentriche ma raccordate in un unico arco parabolico nella parte absidale (ammesso che si possa parlare di abside per questa architettura).
Allo stesso modo la combinazione di rimandi fra regolarità e "irregolarità" delle forme ingenera una sorta di dicotomia materia e spirito che trova la propria sintesi ed espressione nell'alternarsi di linee rette e curve. Ad esempio, il manto ondeggiante della copertura sprigiona un'esasperata sensazione di movimento, sublimata verso l'alto nella parte posteriore dallo sviluppo rettilineo del campanile (18 metri d'altezza), mentre nella parte anteriore è ribadita seppur imbrigliata dalle vistose modanature che, attraverso le numerose geometrie rettangolari delle vetrate (i pannelli trasparenti ed opachi, disposti alternativamente), la sospingono verso il basso incanalandola nel parallelepipedo dell'ingresso e, da qui, al proprio interno.

### La copertura
Come detto, la copertura curvilinea si piega a formare tre archi parabolici di varie eccentricità in facciata. Al di sotto nasconde un complesso sistema di travi in acciaio appositamente prefabbricate e precedentemente montate, che sono state poste in loco durante la costruzione. Una grande trave curvilinea, solo in parte riconoscibile nella facciata, definisce i bordi delle tre arcate; nel lato opposto dell'edificio, quello absidale, è collocata un'altra lunga trave ad unico arco parabolico, raccordata alla prima tramite una fitta rete di travi secondarie, talvolta ritorte per assecondare il complesso andamento curvilineo della copertura. Al termine dei lavori il sistema di travi in acciaio è stato ricoperto da uno strato di calcestruzzo anche se, nelle previsioni originarie, l'intera copertura avrebbe dovuto essere realizzata come una soletta continua in calcestruzzo armato. La complessità della forma, e quindi dell'apparato armaturale, nonché gli elevati costi di produzione hanno tuttavia indirizzato la scelta finale verso una struttura portante in travi d'acciaio ricoperta da calcestruzzo.

### L'interno
Di pianta pressoché regolare, l'aula liturgica ha una forma rettangolare con i lati maggiori doppi rispetto a quelli minori per un'ampiezza totale di 800 metri quadrati. Al centro del lato maggiore posteriore si trova l'altare.

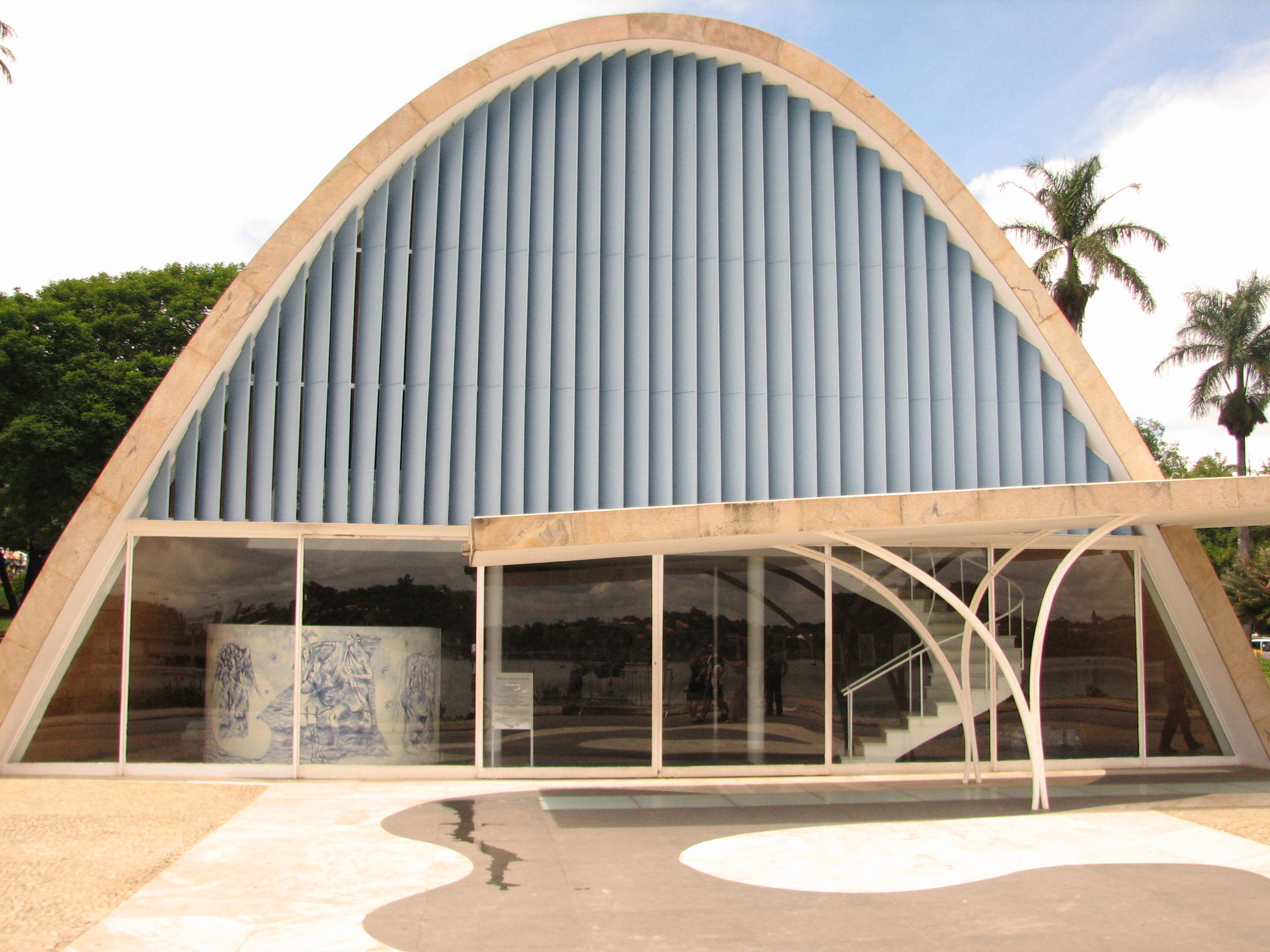
Facciata della chiesa brasiliana dedicata a San Francesco d'Assisi dell'architetto Oscar Niemeyer, con la quale quella romana ha indubbie somiglianze.

## Giudizi
La costruzione della chiesa ha ricevuto numerose critiche positive, soprattutto in considerazione della sua azione di riqualificazione di uno spazio urbano caotico, e qualche critica negativa da parte di chi ha accusato una troppo stretta somiglianza stilistica con la chiesa di San Francesco d'Assisi a Belo Horizonte dell'architetto brasiliano Oscar Niemeyer. In ogni caso la chiesa di San Pio da Pietrelcina fa già parte del patrimonio artistico italiano e viene spesso accomunata ad altri capolavori dell'architettura moderna religiosa come il cosiddetto "cubo di Fuksas" (la chiesa di San Paolo Apostolo) a Foligno o, a Roma, la chiesa di Dio Padre Misericordioso (detta anche Chiesa del Giubileo) a Tor Tre Teste dell'architetto statunitense Richard Meier.